# Krókos
Krókos est une petite ville grecque de 5 000 habitants, située à 5 km au sud de la ville de Kozani en Macédoine grecque. Elle était le siège de la municipalité d’Elimía dans la préfecture de Kozani.
Krókos est renommée en Grèce et à l'étranger pour sa production de safran dont les variétés les plus intenses sont originaires de cette région. En cuisine le safran est utilisé comme épice.
Le nom Krókos trouve d'ailleurs son origine dans le nom de la fleur produisant le safran le crocus sativus, Crocos en grec.

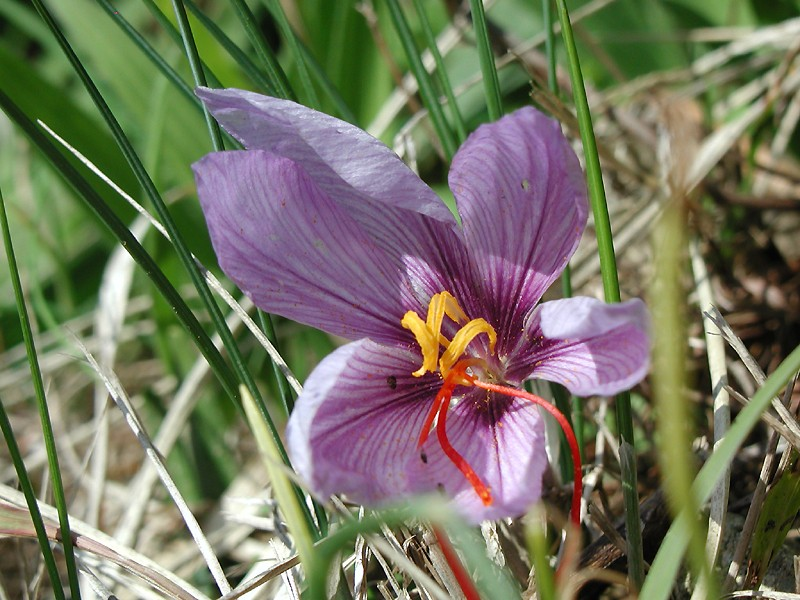
Le crocus sativus.